# Meitantei Conan - Ijigen no sniper
Meitantei Conan - Ijigen no sniper (名探偵コナン 異次元の狙撃手（スナイパー）?, Meitantei Konan - Ijigen no sniper, lett. "Detective Conan - Il cecchino da un'altra dimensione"), conosciuto anche con il titolo internazionale Detective Conan: Dimensional Sniper, è un film d'animazione del 2014 diretto da Kōbun Shizuno.
Si tratta del diciottesimo film della serie anime Detective Conan, in onore del ventesimo anniversario del manga, nonché il diciannovesimo contando anche il crossover Lupin Terzo vs Detective Conan, uscito in Giappone il 19 aprile 2014.

## Trama
Durante le vacanze estive, su invito di Sonoko, Conan e i suoi compagni - Agasa, Ran, Kogoro, Ai e i Detective Boys - partecipano alla cerimonia di apertura ufficiale della Tōto Bell Tree Tower, nel quartiere di Sumida a Tokyo, alta 635 metri, costruita e posseduta dalla Suzuki Zaibatsu, e l'edificio più alto del Giappone. Mentre guardano il panorama dal ponte di osservazione alto 341 metri, un proiettile entra attraverso una finestra e uccide all'istante un uomo, colpendolo in pieno petto.
Ran e i Detective Boys non riescono a capire cosa sia successo in un momento così breve e si fanno prendere dalla paura. Conan utilizza subito lo zoom degli occhiali da inseguimento per individuare il colpevole e trova un'ombra nera da dove è partito il proiettile. Conan e Masumi Sera inseguono il cecchino con la moto della ragazza, ma questi fa esplodere delle auto della polizia. In seguito, anche l'FBI viene coinvolto nell'inseguimento. Il colpevole sparisce però in mare, quindi non si può conoscere il motivo per cui ha sparato.
Il gruppo di Conan, Sera, la polizia giapponese e l'FBI indagano insieme, scoprendo l'esistenza della Navy Seals, uno squadrone speciale della marina militare americana, e altri ex ufficiali militari statunitensi che operano in Giappone. La sparatoria era solo l'inizio di un grande panico che si scatenerà fra gli abitanti di Tokyo. Quattro giorni dopo, durante le sue indagini, Conan stesso si ritrova nel mirino del cecchino, che vuole ucciderlo per aver cercato di ostacolare il suo piano di vendetta, ma viene salvato da Masumi, che interviene appena in tempo e si prende la pallottola al suo posto, ma per fortuna non è in pericolo di vita. Nel frattempo, anche Subaru Okiya sta indagando sul cecchino a casa di Shinichi.
L'intero piano degli omicidi seriali fu concepito dall'istruttore militare del cecchino per vendicarsi di tutti coloro che gli hanno rovinato la vita civile e militare. Volendo ripagarlo per avergli salvato la vita durante le operazioni belliche in Medio Oriente, il colpevole accetta di aiutare il suo maestro. Le cinque scene del crimine unite formano geograficamente un pentagono, che segna i cinque vertici della stella d'argento data come onorificenza militare statunitense.
Il giorno dopo, Conan salva appena in tempo l'ultima vittima con una pallonata. Il criminale tenta allora di ucciderlo, ma Subaru lo salva, rivelando le sue superiori abilità di cecchino. Grazie a un attacco combinato di Conan, il colpevole viene disarmato da un colpo d'arma di Subaru. Ran lo stende con il karate e viene arrestato dall'FBI. Alla fine, Subaru spegne una sorta di congegno che porta sotto il colletto e risponde a una chiamata di James Black con la sua vera voce, quella di Shuichi Akai.

## Produzione
La Tōto Bell Tree Tower è basata sulla Tokyo Sky Tree, che appare nei titoli di coda.

## Colonna sonora
La sigla finale è Love Searchlight (ラブサーチライト?, Rabu Sāchiraito, lett. "Il riflettore dell'amore"), di Kou Shibasaki.

## Accoglienza
Il film ha incassato 4 miliardi di yen, classificandosi al terzo posto fra i film giapponesi.

## Versione a fumetti
Un manga tratto dal film e con lo stesso titolo, disegnato da Yutaka Abe e Denjirō Maru, disegnatori anche di alcuni volumi di Detective Conan Special Cases, è stato pubblicato sulla rivista Shōnen Sunday Super dal 25 maggio al 25 dicembre 2015. Il manga è stato raccolto in due tankōbon, pubblicati da Shogakukan rispettivamente il 16 ottobre 2015 e il 18 febbraio 2016.